# Abtei Zevenkerken
Die Abtei Zevenkerken ist eine Benediktiner-Abtei im Stadtteil Sint-Andries von Brügge in Westflandern, Belgien.
Die Abtei gehört zur Kongregation von der Verkündigung der seligen Jungfrau Maria, einem Klosterverband der Benediktinischen Konföderation.

## Geschichte
Die Abtei wurde 1100 gegründet und ab 1117 besiedelt. Nach einer Blütezeit im 14. Jahrhundert erreichte sie im 16. Jahrhundert durch den Achtzigjährigen Krieg einen Tiefpunkt. Während des Ersten Koalitionskrieges besetzten französische Truppen 1794 Brügge. Französische Soldaten plünderten und zerstörten die Abtei, die danach aufgelöst werden musste. Der Kirchturm der heutigen Pfarrkirche St. Andreas und St. Anna ist der letzte erhaltene Bauteil.
1899 erfolgte durch den Benediktiner Gerard van Caloen (1853–1932) von der Abtei Maredsous eine Wiederbegründung der Abtei einige Kilometer südlich des alten Standortes. Sein Onkel Léon Ockerhout stiftete das sieben Hektar große Gelände, andere Familien sorgten für die notwendige finanzielle Unterstützung. Der Architekt Wilhelm Rincklake, ein Benediktiner der Abtei Maria Laach, war für die Errichtung des Komplexes zuständig. Die Abteikirche Zevenkerken wurde von 1907 bis 1935 nach Vorbild der Basilika Santo Stefano in Bologna erbaut und trägt seit 1952 den Titel einer Basilica minor. An die Abtei wurde 1910 eine Schule angefügt, weiter wurde die Abtei auch in der Mission sehr aktiv.

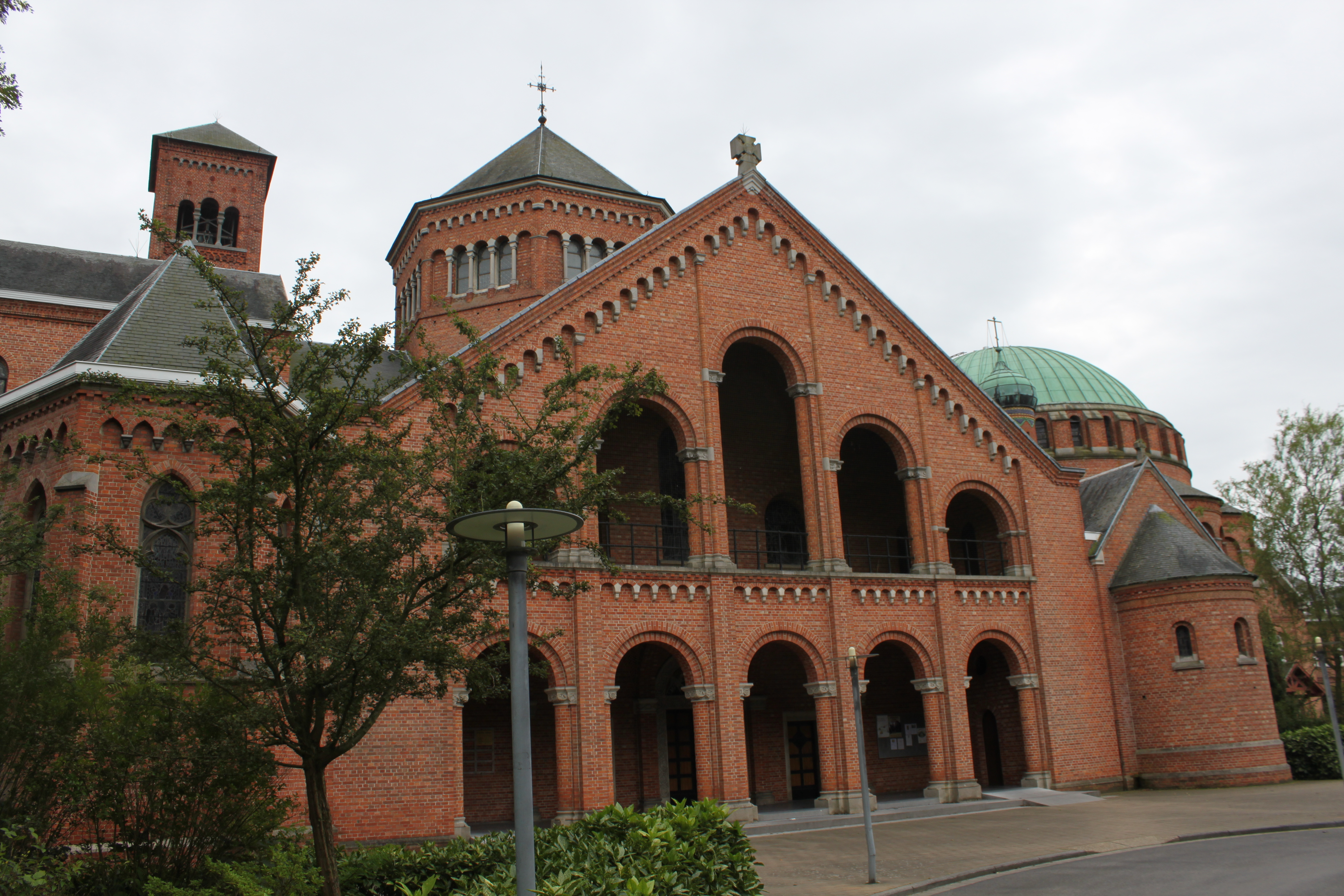
Abteikirche St. Andreas
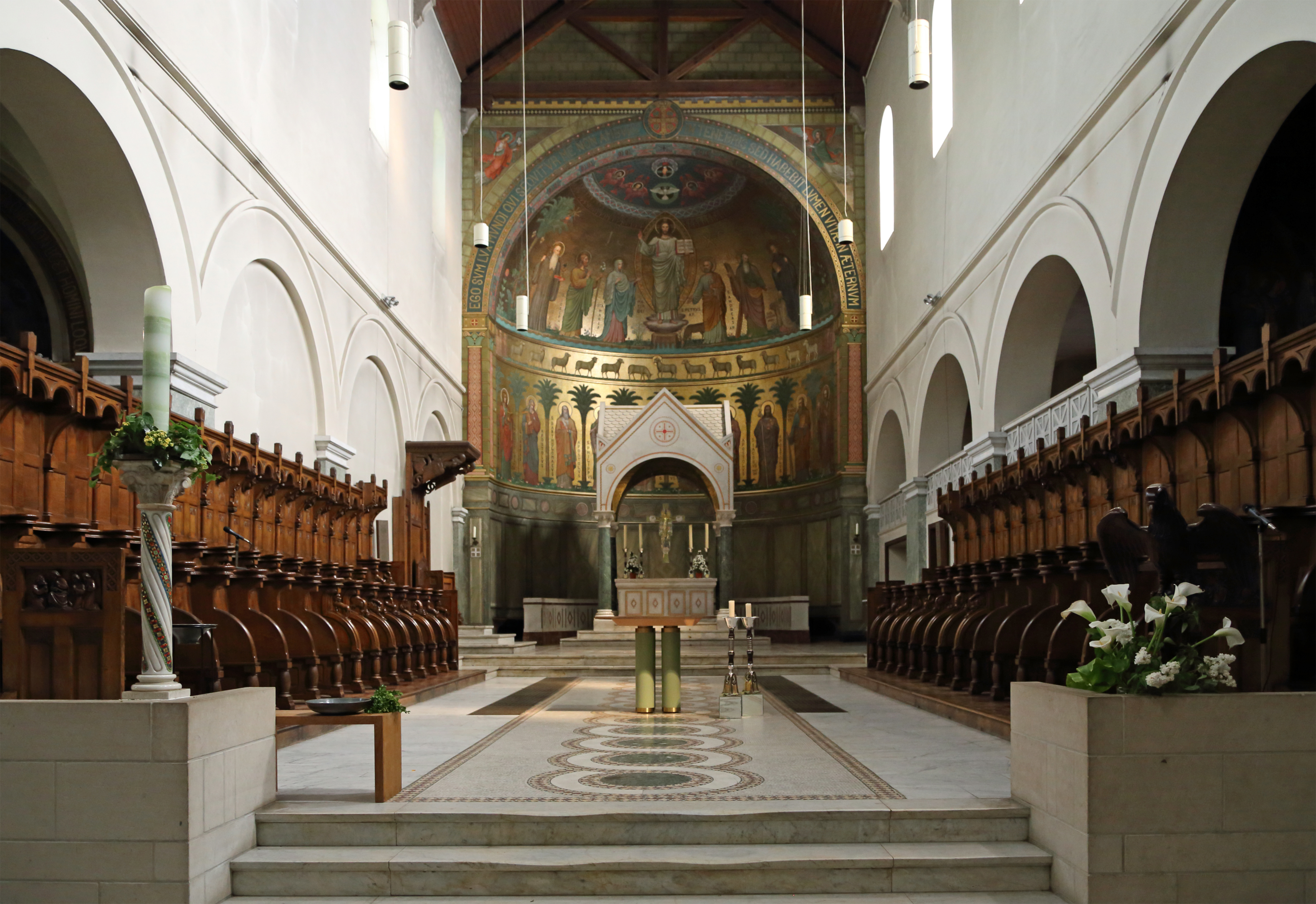
Kirche (innen)
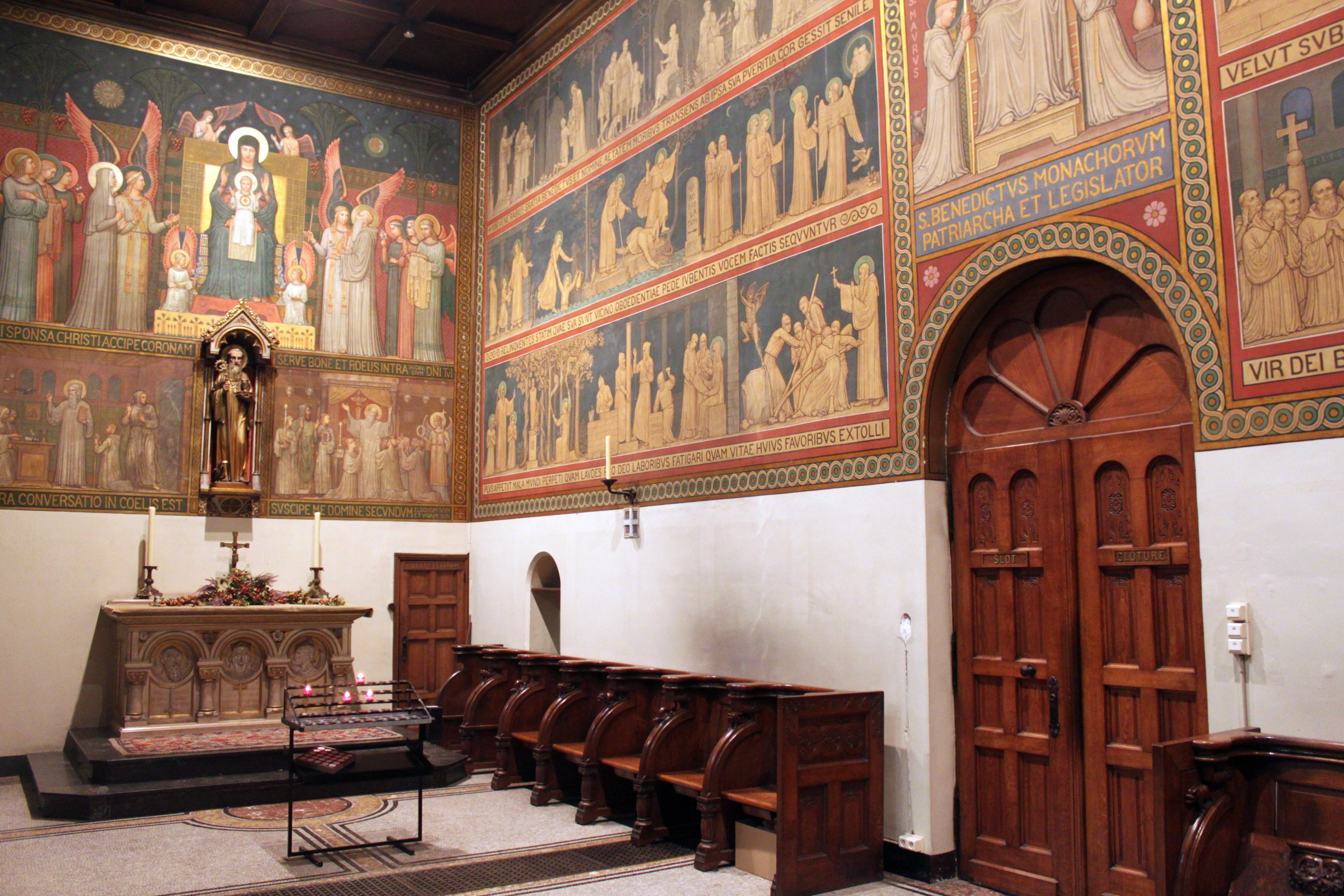
Kapelle St. Benedikt